# Freie Unterrichtseinrichtung
Als Freie Unterrichtseinrichtungen werden Unterrichtseinrichtungen bezeichnet, die nach ihren Lehrgegenständen, Lehrzielen und ihrer Organisationsform nicht als Schulen gelten. 
Die Einrichtung von Freien Unterrichtseinrichtungen ist in Deutschland durch Landesgesetze geregelt. Freien Unterrichtseinrichtungen ist es zum Beispiel untersagt, Bezeichnungen zu führen oder Zeugnisse zu erteilen, die zu Verwechslungen mit öffentlichen Schulen oder Schulen in freier Trägerschaft führen könnten. Dies wird durch die zuständige Schulbehörde überwacht. Wenn Freie Unterrichtseinrichtungen Lehrinhalte des öffentlichen Schulwesens behandeln und erwerbsmäßig betrieben werden, muss dies vor Aufnahme des Unterrichtsbetriebs von der Schulbehörde genehmigt werden.
Beispiele für Freie Unterrichtseinrichtungen sind Ballett-, Karate- und Judoschulen sowie Sprachschulen, Weiterbildungs-Institute oder Nachhilfeeinrichtungen.